# Карлос Слим
Карлос Слим Хелу (шп. Carlos Slim Helú; Мексико, 28. јануар 1940) је мексички бизнисмен углавном усмерен на телекомуникациону индустрију и филантроп. Од 2010. до 2013. Слим је био рангиран као најбогатија особа на свету од стране пословног магазина Форбс. Своје богатство је стекао од свог обимног удела у значајном броју мексичких компанија преко свог конгломерата Групо Карсо. Од маја 2022. Блумбергов индекс милијардера га је рангирао као 13. најбогатију особу на свету са нето вредношћу од 71,6 милијарди долара,, што га чини најбогатијом особом у Латинској Америци.
Његов корпоративни конгломерат обухвата бројне индустрије широм мексичке привреде, што укључује образовање, здравствену заштиту, индустријску производњу, транспорт, некретнине, медије, енергетику, угоститељство, забаву, високе технологије, малопродају, спорт и финансијске услуге. То чини 40% листинга на Мексичкој берзи, док је његова нето вредност еквивалентна око 6% мексичког бруто домаћег производа. Од 2016. године, он је највећи појединачни акционар компаније Њујорк Тајмс компаније.

## Early life
Слим је рођен 28. јануара 1940. у Мексико Ситију, у породици Јулијана Слима Хадада (рођеног као Калил Салим Хадад Агламаз) и Линде Хелу Ата, обоје маронитски хришћана из Либана. У младости је одлучио да жели да буде бизнисмен, и добијао је пословне лекције од свог оца, који га је учио финансијама, менаџменту и рачуноводству, учећи га како да анализира, тумачи и чита финансијске извештаје као као и важност вођења тачне финансијске евиденције.
Са 11 година, Слим је инвестирао у државну штедну обвезницу, што га је научило концепту сложене камате. На крају је сачувао сваку финансијску и пословну трансакцију коју је направио у личну књигу записа, коју још увек чува. Са 12 година је купио прве деонице, куповином акција једне мексичке банке. Са 15 година, Слим је постао акционар у највећој мексичкој банци. Са 17 година зарађивао је 200 пезоса недељно радећи за очеву компанију. Наставио је да студира грађевинарство на Националном аутономном универзитету Мексика, где је истовремено предавао алгебру и линеарно програмирање.
Иако је Слим био дипломирани инжењер грађевинарства, показао је и интересовање за економију. Похађао је економске курсеве у Чилеу након што је дипломирао инжењерство. Дипломиравши као грађевински инжењер, Слим је изјавио да су његове математичке способности и његова позадина линеарног програмирања били кључни фактори који су му помогли да стекне предност у пословном свету, посебно када је анализирао финансијске извештаје проспективних компанија приликом доношења пословних одлука и потенцијалних инвестиционих аквизиција.

## Пословна каријера

### 1960-те
Након што је 1961. дипломирао на универзитету, Слим је започео своју каријеру као трговац акцијама у Мексику, често радећи по 14 сати дневно. Године 1965, профит од Слимових приватних инвестиција достигао је 400.000 долара, што му је омогућило да покрене фирму за берзанско посредовање Инверсора Бурсатил. Поред тога, он је такође почео да поставља финансијску основу за свој конгломерат Група Карсо. Године 1965. такође је купио Јаритос дел Сур, мексичку компанију за флаширање и безалкохолна пића. Године 1966, кад је имао 40 милиона долара, он је основао Инмуеблес Карсо, агенцију за некретнине и холдинг компанију.

### 1970-те
Компаније у областима грађевинарства, индустрије безалкохолних пића, штампарија, некретнина, флаширања и рударства биле су почетни фокус Слимове пословне каријере у успону. Касније је проширио своје пословање и комерцијалне активности упуштајући се у бројне индустрије широм мексичке привреде укључујући ауто-делове, алуминијум, авио-компаније, хемикалије, дуван, производњу каблова и жица, папира и амбалаже, вађење бакра и минерала, гуме, цемент, малопродају, хотеле, дистрибутере пића, телекомуникације и финансијске услуге (Слимова Групо Финанциеро Инбурса продаје осигурање и управља заједничким фондовима и пензионим плановима за милионе обичних Мексиканаца). До 1972. године основао је или стекао још седам предузећа у овим категоријама, укључујући компанију за изнајмљивање грађевинске опреме. Године 1980. консолидовао је своје пословне интересе формирањем Групо Галас као матичне компаније конгломерата који је имао интересе у индустријској производњи, грађевинарству, рударству, малопродаји, храни и дувану.

### 1980-те
Године 1982, обим мексичке привреде се брзо смањио. Како су се многе банке бориле са потешкоћама, а страни инвеститори смањивали улагања и одлазили, Слим је почео да улаже велика средства и купио многе водеће компаније по ниским проценама. Велики део Слимовог пословања укључивао је једноставну стратегију, која подразумева куповину предузећа и задржавање истог ради његовог новчаног тока, или евентуалну продају удела уз већи профит у будућности, чиме се остваривао капитални добитак, као и реинвестирање почетне главнице у нови посао. Поред тога, структура његовог конгломерата омогућава Слиму да купи бројне уделе у широком спектру индустрија, чиме цео конгломерат чини релативно отпорним на рецесију у случају да један или више сектора привреде не послују добро.